# Savona Foot-Ball Club 1981-1982
Questa voce raccoglie le informazioni riguardanti il Savona Foot-Ball Club nelle competizioni ufficiali della stagione 1981-1982.

## Stagione
Nella stagione 1981-1982 il Savona disputò il quarto campionato di Serie C2 della sua storia.

## Divise e sponsor
Lo sponsor ufficiale per la stagione 1981-1982 fu Pioneer.
| 1ª divisa |

## Organigramma societario
Area direttiva
- Presidente: Luigi Leo Capello
- Consigliere delegato: Mario Vagnola
- Segretario: Gaetano Chiarenza

Area tecnica
- Direttore sportivo: Santino Ciceri
- Allenatore: Piero Cucchi

## Rosa
| N. |                   | Ruolo | Calciatore            |
| -- | ----------------- | ----- | --------------------- |
|    | Italia (bandiera) | P     | Angelo Facchi         |
|    | Italia (bandiera) | P     | Giuseppe Ridolfi      |
|    | Italia (bandiera) | D     | Renato Dainese        |
|    | Italia (bandiera) | D     | Claudio Niro          |
|    | Italia (bandiera) | D     | Vito Parente          |
|    | Italia (bandiera) | D     | Alfredo Savoldi (III) |
|    | Italia (bandiera) | D     | Domenico Tumelero     |
|    | Italia (bandiera) | D     | Renzo Vetere          |
|    | Italia (bandiera) | C     | Leandro Andrian       |
|    | Italia (bandiera) | D     | Danilo Chiarotto      |

| N. |                   | Ruolo | Calciatore        |
| -- | ----------------- | ----- | ----------------- |
|    | Italia (bandiera) | C     | Enrico Cucchi     |
|    | Italia (bandiera) | C     | Antonio Galasso   |
|    | Italia (bandiera) | C     | Pietro Molinari   |
|    | Italia (bandiera) | C     | Fabio Rolando     |
|    | Italia (bandiera) | C     | Massimo Tolfo     |
|    | Italia (bandiera) | C     | Alessandro Turini |
|    | Italia (bandiera) | C     | Oliviero Zorzetto |
|    | Italia (bandiera) | A     | Fausto Belli      |
|    | Italia (bandiera) | A     | Mauro Bordoni     |
|    | Italia (bandiera) | A     | Primo Luccini     |

## Risultati

### Serie C2

#### Girone d'andata
| Arbitro: | Sanna (Cagliari) |

|              |           |  |
| Molinari 16’ | Marcatori |  |

| Bergamo 27 settembre 1981 | Virescit               | 0 – 0 | Savona | Stadio Comunale\| Arbitro: \| Tagliapietra (Vicenza) \| |
| Arbitro:                  | Tagliapietra (Vicenza) |       |        |                                                         |

| Savona 4 ottobre 1981 | Savona        | 0 – 0 | Legnano | Stadio Valerio Bacigalupo\| Arbitro: \| Isola (Parma) \| |
| Arbitro:              | Isola (Parma) |       |         |                                                          |

| Arbitro: | Barbaraci (Cagliari) |

|                    |           |                   |
| Zanotti 64’ (rig.) | Marcatori | 34’ (rig.) Turini |

| Savona 18 ottobre 1981 | Savona            | 0 – 0 | Lecco | Stadio Valerio Bacigalupo\| Arbitro: \| Baldacci (Torino) \| |
| Arbitro:               | Baldacci (Torino) |       |       |                                                              |

| Arbitro: | Fiorenza (Siena) |

|               |           |             |
| Brambilla 56’ | Marcatori | 41’ Galasso |

| Savona 1º novembre 1981 | Savona             | 0 – 0 | Imperia | Stadio Valerio Bacigalupo\| Arbitro: \| Baldini (Piacenza) \| |
| Arbitro:                | Baldini (Piacenza) |       |         |                                                               |

| Arbitro: | Bragagnolo (Torino) |

|                        |           |  |
| Bressani 45’, 64’, 73’ | Marcatori |  |

| Arbitro: | Pavanello (Legnago) |

|           |           |  |
| Belli 27’ | Marcatori |  |

| Arbitro: | Barbaraci (Cagliari) |

|  |           |             |
|  | Marcatori | 69’ Luccini |

| Arbitro: | Sanna (Cagliari) |

|                |           |  |
| Galimberti 63’ | Marcatori |  |

| Arbitro: | De Santis (Treviso) |

|             |           |              |
| Galasso 85’ | Marcatori | 65’ Barducci |

| Casatenovo 13 dicembre 1981 | Casatese         | 0 – 0 | Savona | Stadio Comunale\| Arbitro: \| Baldas (Trieste) \| |
| Arbitro:                    | Baldas (Trieste) |       |        |                                                   |

| Arbitro: | Sguizzato (Verona) |

|                         |           |            |
| Bordoni 41’ Galasso 76’ | Marcatori | 53’ Seveso |

| Arbitro: | Zambelli (Brescia) |

|                   |           |  |
| Turini 37’ (rig.) | Marcatori |  |

| Arbitro: | Fassari (Catania) |

|                  |           |             |
| Bardelli 7’, 16’ | Marcatori | 68’ Galasso |

| Savona 17 gennaio 1982 | Savona           | 0 – 0 | Pavia | Stadio Valerio Bacigalupo\| Arbitro: \| Sanna (Cagliari) \| |
| Arbitro:               | Sanna (Cagliari) |       |       |                                                             |

#### Girone di ritorno
| Lodi 24 gennaio 1982 | Fanfulla         | 0 – 0 | Savona | Stadio Dossenina\| Arbitro: \| Perdonò (Foggia) \| |
| Arbitro:             | Perdonò (Foggia) |       |        |                                                    |

| Savona 31 gennaio 1982 | Savona         | 0 – 0 | Virescit | Stadio Valerio Bacigalupo\| Arbitro: \| Nencini (Roma) \| |
| Arbitro:               | Nencini (Roma) |       |          |                                                           |

| Arbitro: | Picchio (Macerata) |

|                      |           |  |
| Onorini 14’ Rota 78’ | Marcatori |  |

| Arbitro: | Pomentale (Bologna) |

|                          |           |               |
| Luccini 24’ Zorzetto 51’ | Marcatori | 81’ Jacomuzzi |

| Arbitro: | Pozzati (Alghero) |

|           |           |  |
| Folli 24’ | Marcatori |  |

| Arbitro: | Padovan (Gorizia) |

|           |           |  |
| Belli 82’ | Marcatori |  |

| Arbitro: | Fabricatore (Roma) |

|                          |           |  |
| Gino 37’ Bucciarelli 50’ | Marcatori |  |

| Arbitro: | Coppetelli (Tivoli) |

|            |           |                         |
| Turini 24’ | Marcatori | 12’ Zerbio 35’ Bressani |

| Arbitro: | Pegno (Torre del Greco) |

|                       |           |  |
| Ferla 15’ Muiesan 23’ | Marcatori |  |

| Arbitro: | Pucci (Firenze) |

|                        |           |           |
| Turini 18’ Luccini 47’ | Marcatori | 67’ Prati |

| Arbitro: | Cicuti (Roma) |

|                    |           |  |
| Luccini 42’ (rig.) | Marcatori |  |

| Arbitro: | Zambelli (Brescia) |

|  |           |            |
|  | Marcatori | 85’ Turini |

| Arbitro: | Bailo (Novi Ligure) |

|                  |           |                          |
| Galasso 86’, 88’ | Marcatori | 10’ Rizzi 15’ Pellizzari |

| Arbitro: | Isola (Parma) |

|                           |           |                       |
| Lucchetti 10’ (rig.), 88’ | Marcatori | 43’ Niro 53’ Zorzetto |

| Casale Monferrato 16 maggio 1982 | Casale           | 0 – 0 | Savona | Stadio Natale Palli\| Arbitro: \| Ciaccio (Napoli) \| |
| Arbitro:                         | Ciaccio (Napoli) |       |        |                                                       |

| Arbitro: | Nicchi (Arezzo) |

|                     |           |               |
| Cucchi 49’ Niro 55’ | Marcatori | 19’ Marchetti |

| Arbitro: | Fiorenza (Siena) |

|            |           |                    |
| Pietta 65’ | Marcatori | 71’ (rig.) Luccini |

### Coppa Italia di Serie C

#### Primo turno
| Arbitro: | Scevola (Milano) |

|                               |           |                            |
| Parente 58’ Turini 85’ (rig.) | Marcatori | 61’ Scaburri 76’ Bertazzon |

| Arbitro: | Baldacci (Torino) |

|           |           |           |
| Turla 34’ | Marcatori | 42’ Belli |

| Arbitro: | Baldini (Piacenza) |

|         |           |                                   |
| Pin 74’ | Marcatori | 8’, 55’ (rig.) Turini 44’ Luccini |

| Arbitro: | Marascia (Roma) |

|                                   |           |                     |
| Galasso 25’ Luccini 40’ Tolfo 63’ | Marcatori | 85’ (rig.) Brunetti |

#### Sedicesimi di finale
| Empoli 25 novembre 1981                                      | Empoli    | 0 – 2                      | Savona | Stadio Carlo Castellani |
| \| \| \| \| \| \| Marcatori \| 51’ Zorzetto 80’ Chiarotto \| |           |                            |        |                         |
|                                                              |           |                            |        |                         |
|                                                              | Marcatori | 51’ Zorzetto 80’ Chiarotto |        |                         |

| Savona 9 dicembre 1981                                                                                        | Savona    | 4 – 1         | Empoli | Stadio Valerio Bacigalupo |
| \| \| \| \| \| Turini 26’, 72’ (rig.) Caradonna 63’ (aut.) Vitali 74’ (aut.) \| Marcatori \| 2’ Zerpelloni \| |           |               |        |                           |
| |           |               |        |                           |
| Turini 26’, 72’ (rig.) Caradonna 63’ (aut.) Vitali 74’ (aut.)                                                 | Marcatori | 2’ Zerpelloni |        |                           |

#### Ottavi di finale
| Arbitro: | Trillò (Milano) |

|                  |           |  |
| Turini 3’ (rig.) | Marcatori |  |

| Arbitro: | Perdonò (Foggia) |

|           |                      |  |
| Tatti 10’ | Marcatori            |  |
|           | Tiri di rigore 2 – 3 |  |

#### Quarti di finale
| Arbitro: | Albertini (Voghera) |

|             |           |  |
| Zorzetto 4’ | Marcatori |  |

| Novara 10 aprile 1981                                                                                        | Novara               | 2 – 1 (d.t.s.) | Savona | Stadio Comunale |
| \| \| \| \| \| Zanotti 20’ (rig.) Masuero 53’ \| Marcatori \| 64’ Turini \| \| \| Tiri di rigore 2 – 3 \| \| |                      |                |        |                 |
| |                      |                |        |                 |
| Zanotti 20’ (rig.) Masuero 53’                                                                               | Marcatori            | 64’ Turini     |        |                 |
| | Tiri di rigore 2 – 3 |                |        |                 |

#### Semifinali
| Arbitro: | Tuveri (Cagliari) |

|              |           |             |
| Zorzetto 47’ | Marcatori | 65’ Perrone |

| Vicenza 19 maggio 1981                                          | Lanerossi Vicenza | 2 – 1       | Savona | Stadio Romeo Menti |
| \| \| \| \| \| Donà 78’ Grop 89’ \| Marcatori \| 20’ Luccini \| |                   |             |        |                    |
|                                                                 |                   |             |        |                    |
| Donà 78’ Grop 89’                                               | Marcatori         | 20’ Luccini |        |                    |

## Statistiche

### Statistiche di squadra
| Competizione         | Punti | In casa | In casa | In casa | In casa | In casa | In casa | In trasferta | In trasferta | In trasferta | In trasferta | In trasferta | In trasferta | Totale | Totale | Totale | Totale | Totale | Totale | DR |
| Competizione         | Punti | G       | V       | N       | P       | Gf      | Gs      | G            | V            | N            | P            | Gf           | Gs           | G      | V      | N      | P      | Gf     | Gs     | DR |
| -------------------- | ----- | ------- | ------- | ------- | ------- | ------- | ------- | ------------ | ------------ | ------------ | ------------ | ------------ | ------------ | ------ | ------ | ------ | ------ | ------ | ------ | -- |
| Serie C2             | 37    | 17      | 9       | 7       | 1       | 17      | 9       | 17           | 2            | 8            | 7            | 8            | 18           | 34     | 11     | 15     | 8      | 25     | 27     | -2 |
| Coppa Italia Serie C |       | 6       | 4       | 2       | 0       | 12      | 5       | 6            | 2            | 1            | 3            | 8            | 7            | 12     | 6      | 3      | 3      | 20     | 12     | +8 |
| Totale               | -     | 23      | 13      | 9       | 1       | 29      | 14      | 23           | 4            | 9            | 10           | 16           | 25           | 46     | 17     | 18     | 11     | 45     | 39     | +6 |

### Statistiche dei giocatori[2]
| Giocatore        | Serie C2 | Serie C2 | Coppa Italia Serie C | Coppa Italia Serie C | Totale   | Totale |
| Giocatore        | Presenze | Reti     | Presenze             | Reti                 | Presenze | Reti   |
| ---------------- | -------- | -------- | -------------------- | -------------------- | -------- | ------ |
| L. Andrian       | 20       | 0        | 7                    | 0                    | 27       | 0      |
| F. Belli         | 24       | 2        | 8                    | 1                    | 32       | 3      |
| M. Bordoni       | 11       | 1        | 2                    | 0                    | 13       | 1      |
| D. Chiarotto     | 25       | 0        | 10                   | 1                    | 35       | 1      |
| E. Cucchi        | 25       | 1        | 7                    | 0                    | 32       | 1      |
| R. Dainese       | 19       | 0        | 8                    | 0                    | 27       | 0      |
| De Stefanis      | 1        | 0        | -                    | -                    | 1        | 0      |
| A. Facchi        | 2        | -1       | 1                    | -1                   | 3        | -2     |
| A. Galasso       | 34       | 6        | 12                   | 1                    | 46       | 7      |
| P. Luccini       | 32       | 5        | 10                   | 3                    | 42       | 8      |
| Mazzocchi        | -        | -        | 1                    | 0                    | 1        | 0      |
| P. Molinari      | 18       | 1        | 6                    | 0                    | 24       | 1      |
| C. Niro          | 24       | 2        | 8                    | 0                    | 32       | 2      |
| V. Parente       | 32       | 0        | 11                   | 1                    | 43       | 1      |
| G. Ridolfi       | 32       | -26      | 11                   | -11                  | 43       | -37    |
| F. Rolando       | 8        | 0        | 5                    | 0                    | 13       | 0      |
| A. Savoldi (III) | 12       | 0        | 4                    | 0                    | 16       | 0      |
| M. Tolfo         | 4        | 0        | 4                    | 1                    | 8        | 1      |
| D. Tumelero      | 30       | 0        | 11                   | 0                    | 41       | 0      |
| A. Turini        | 31       | 5        | 12                   | 6                    | 43       | 11     |
| R. Vetere        | 21       | 0        | 5                    | 0                    | 26       | 0      |
| O. Zorzetto      | 33       | 2        | 12                   | 3                    | 45       | 5      |